# 조국복귀운동

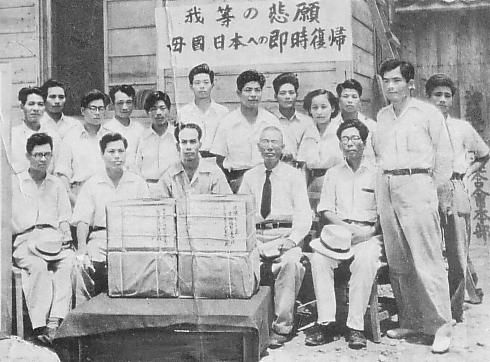
1954년 10월, 일본으로의 즉각복귀를 촉구하는 서명운동.

조국복귀운동(일본어: 祖国復帰運動 소코쿠훅키운도[*])은 태평양 전쟁 이후 미국의 시정권(施政権) 하에 놓인 오키나와에서 조국(일본)으로의 복귀를 촉구하여 전개된 사회운동이다. 1972년 5월 15일 오키나와 반환으로써 목표가 달성되었다.
2차대전 종전 이후 오키나와에서는 일본으로 복귀해야 할지, 독립해야 할지, 혹은 국제연합의 신탁통치 하에 놓일지 등 "귀속문제"에 대해 다양한 논의가 오갔다. 이후 미국의 장기지배가 확실시되고 군사 우선 정책의 방향성이 밝혀지면서, 오키나와 여론 상당수가 독립이나 신탁통치가 아닌 일본 복귀를 향하게 된다. 이후 1950년 한국전쟁이 발발하여 극동지역에서 군사적 긴장이 고조되고, 주충미군 병사의 사건사고가 잇따라 많은 주민 희생자가 나오면서, 주민운동을 중핵으로 일본복귀운동이 전개되었다. 또한 샌프란시스코 평화조약에서 일본에도 미국에도 속하지 않는 오키나와의 애매한 지위 역시 복귀운동의 원동력이었다.
미국은 오키나와에 대한 시정권 유지를 주충미군기지의 기능유지와 분리할 수 없는 문제로 인식하고, 일본으로의 복귀운동을 미국의 시정권에 대한 도전으로 받아들여 혹독히 탄압했다. 그러나 미국이 시정권을 방패로 강권적 정책을 취할수록 오키나와인들의 일본복귀 요구는 오히려 고조되었다.